# Serge Spitzer
Serge Spitzer (* 29. Juni 1951 in Bukarest; † 9. September 2012 in New York City) war ein  rumänisch-israelischer Installationskünstler, der in Jerusalem, New York City und Berlin arbeitete.

## Leben und Werk

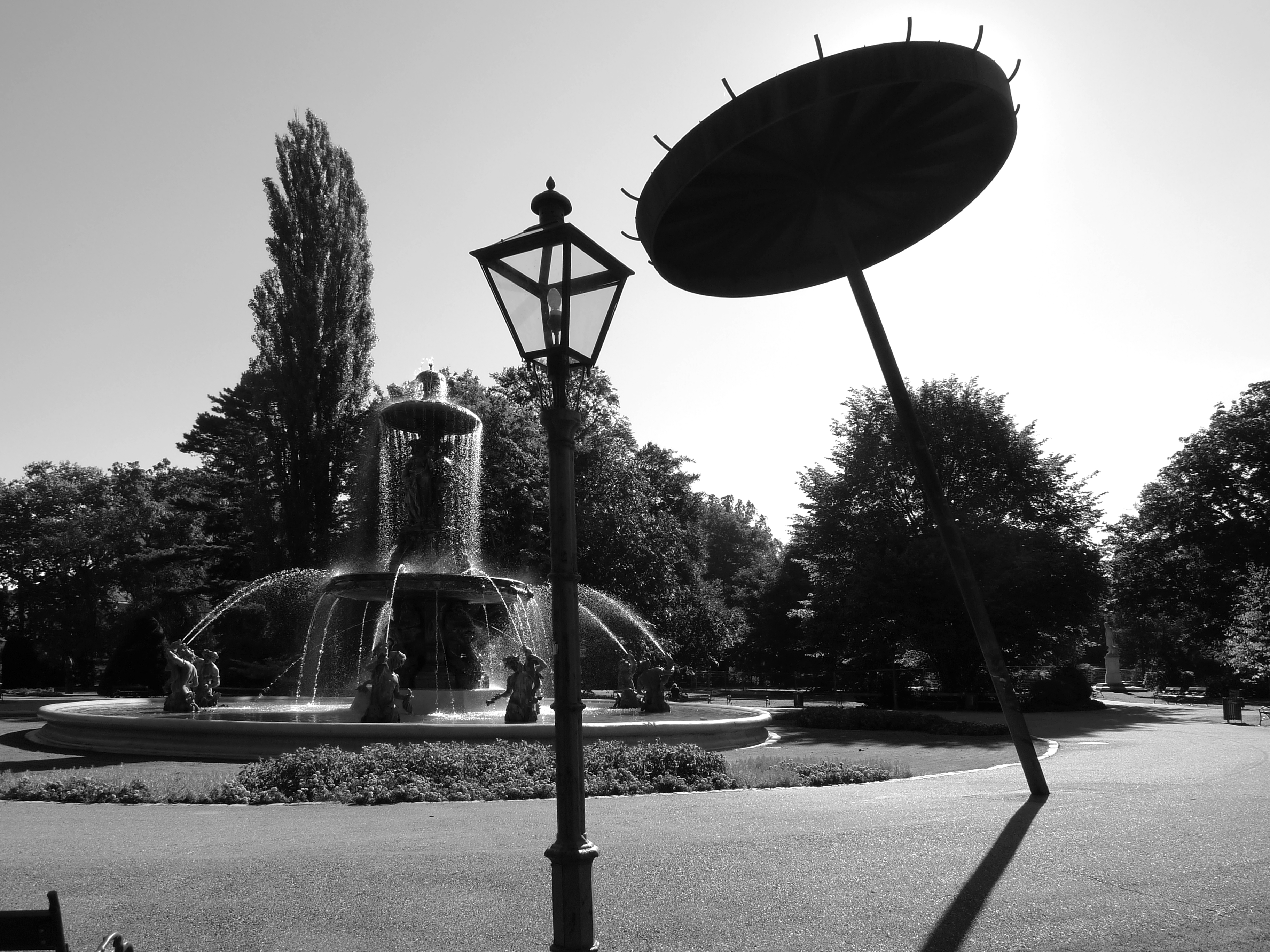
Brunnenwerk ("Rostiger Nagel")

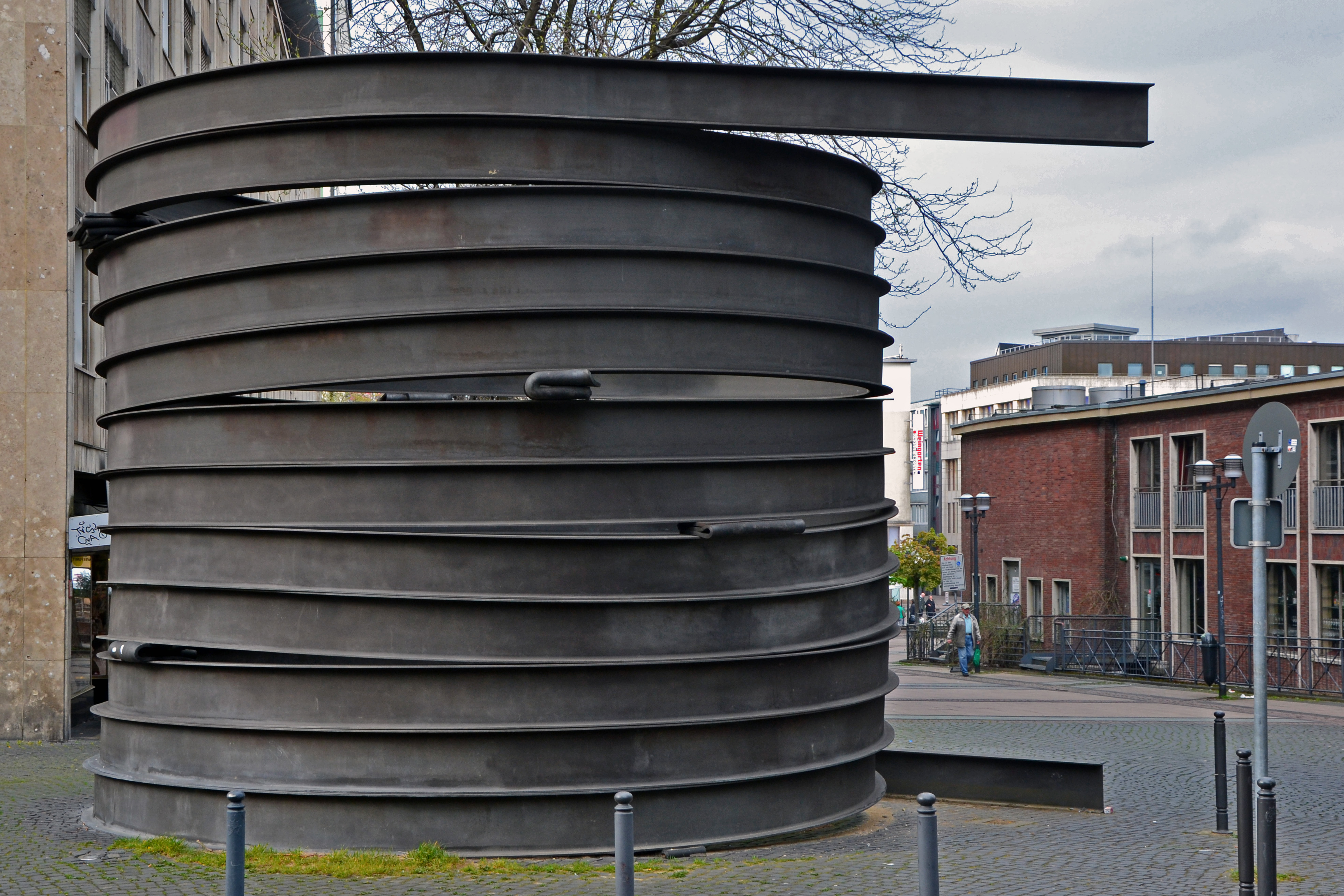
Spitzer-Spirale

Serge Spitzer studierte von 1969 bis 1972 an der Nationalen Universität der Künste Bukarest und anschließend von 1972 bis 1974 an der Bezalel Academy of Arts and Design in Jerusalem.
Seit 1985 existiert das Brunnenwerk la Concorde am Platz der Menschenrechte in Graz.
Ein bekanntes Werk im öffentlichen Raum ist die sogenannte Spitzer-Spirale auf dem Kennedyplatz in Essen. Am 24. März 1996 wurde das aus einem Doppel-T-Träger geformte Kunstwerk aufgestellt. Es hat einen Durchmesser von fünf Metern bei acht Metern Höhe und wiegt rund 22 Tonnen.

## Ausstellungen (Auswahl)

### Einzelausstellungen
- 1983 Territories: Serge Spitzer, Museum of Modern Art, New York City
- 1984 Serge Spitzer–Stationen/Stations, Kunstmuseum Bern, Bern
- 1995 Serge Spitzer–Reality Models, Westfälischer Kunstverein, Münster
- 2008 Serge Spitzer: Still Life, Aldrich Contemporary Art Museum, Ridgefield
- 2012 Serge Spitzer–A Forty Year Perspective, Faggionato Fine Arts, London[5]

### Gruppenausstellungen
- 1975 Isolation Corner, Israel-Museum, Jerusalem
- 1979 About territories, traps, and living spaces..., Museum Folkwang Essen
- 1987 documenta 8, Kassel
- 1989 Einleuchten, Deichtorhallen Hamburg
- 1992 Platzverführung, Museum im Kleihues-Bau, Kornwestheim
- 1995 In eigener Sache Kunsthalle Düsseldorf, Düsseldorf
- 1995 Peacesculpture 1995, Ludwig Forum für Internationale Kunst, Aachen
- 1997 Unmapping The Earth, 2. Gwangju Biennale, Gwangju
- 1999 48. Biennale di Venezia, Venedig
- 2003 In den Schluchten des Balkan–Eine Reportage, Kunsthalle Fridericianum, Kassel
- 2005 Rundlederwelten Martin-Gropius-Bau, Berlin
- 2006 Serge Spitzer und Ai Weiwei–Eroberung, Museum für Moderne Kunst, Frankfurt am Main
- 2008 Minimal is More, Gemeentemuseum Den Haag, Den Haag
- 2010 The Beauty and the Distance, 17. Biennale of Sydney, Sydney

## Auszeichnungen
- 1979 Stipendium, Museum Folkwang, Essen
- 1982 Stipendium America-Israel Cultural Foundation
- 1983 Berliner Künstlerprogramm des DAAD Berlin